# Zhejiang
Zhejiang (wymowaⓘ; chiń. upr. 浙江; chiń. trad. 浙江; pinyin Zhèjiāng; Wade-Giles Che-chiang) – prowincja na wschodnim wybrzeżu ChRL. Jej nazwę można przetłumaczyć jako „Kręta Rzeka”, a wywodzi się ona od starej nazwy rzeki Qiantang Jiang przepływającej przez stolicę prowincji – Hangzhou.
W prowincji Zhejiang, w miejscowości, wytwórni Longquan, produkowana była ceramika z celadonu
Na terenie prowincji odnaleziono szczątki kopalne żyjących w kredzie gatunków ptaków, Yandangornis longicaudus oraz Dongyangornipes sinensis (odcisk).
Do 1955 r. część prowincji należała do Republiki Chińskiej.

## Gospodarka
W prowincji rozwinął się przemysł włókienniczy, odzieżowy, materiałów budowlanych, hutniczy, elektroniczny, chemiczny, papierniczy, meblarski. 
W regionie uprawia się ryż, pszenicę, herbatę, rzepak, jutę, tytoń, tungowce, owoce cytrusowe oraz hoduje się trzodę chlewną i drób.

## Podział administracyjny
| Mapa                                                      | Lp.      | Nazwa  | Chiński      | Hanyu pinyin        | Siedziba |
| --------------------------------------------------------- | -------- | ------ | ------------ | ------------------- | -------- |
|                                                           |          |        |              |                     |          |
| — Miasta zarządzane bezpośrednio przez władze prowincji — |          |        |              |                     |          |
| 1                                                         | Hangzhou | 杭州市 | Hángzhōu Shì | Dzielnica Gongshu   |          |
| 2                                                         | Ningbo   | 宁波市 | Níngbō Shì   | Dzielnica Haishu    |          |
| — Prefektury miejskie —                                   |          |        |              |                     |          |
| 3                                                         | Huzhou   | 湖州市 | Húzhōu Shì   | Dzielnica Wuxing    |          |
| 4                                                         | Jiaxing  | 嘉兴市 | Jiāxīng Shì  | Dzielnica Nanhu     |          |
| 5                                                         | Jinhua   | 金华市 | Jīnhuá Shì   | Dzielnica Wucheng   |          |
| 6                                                         | Lishui   | 丽水市 | Líshuǐ Shì   | Dzielnica Liandu    |          |
| 7                                                         | Quzhou   | 衢州市 | Qúzhōu Shì   | Dzielnica Kecheng   |          |
| 8                                                         | Shaoxing | 绍兴市 | Shàoxīng Shì | Dzielnica Yuecheng  |          |
| 9                                                         | Taizhou  | 台州市 | Tāizhōu Shì  | Dzielnica Jiaojiang |          |
| 10                                                        | Wenzhou  | 温州市 | Wēnzhōu Shì  | Dzielnica Lucheng   |          |
| 11                                                        | Zhoushan | 舟山市 | Zhōushān Shì | Dzielnica Dinghai   |          |